# Lyons-la-Forêt

Lyons-la-Forêt este o comună în departamentul Eure, Franța. În 1 ianuarie 2022 avea o populație de 730 de locuitori.